# Acelyphus retusus
Acelyphus retusus är en tvåvingeart som beskrevs av Joann M. Tenorio 1972. Acelyphus retusus ingår i släktet Acelyphus och familjen Celyphidae. Inga underarter finns listade i Catalogue of Life.